# Lotus hispidus
Lotus hispidus är en ärtväxtart som beskrevs av Dc. Lotus hispidus ingår i släktet käringtänder, och familjen ärtväxter. Inga underarter finns listade i Catalogue of Life.